# Coppa del Mondo di freestyle 2011
La Coppa del Mondo di freestyle 2011 è iniziata il 12 dicembre 2010 e terminata il 20 marzo 2011. La Coppa del Mondo organizzata dalla F..I..S. ha visto gli atleti, sia uomini che donne, competere nelle quattro discipline del freestyle, ovvero: salti, gobbe, ski cross e halfpipe. Alla fine della stagione oltre alla Coppa del Mondo generale, sono state assegnate anche le Coppe del Mondo delle singole discipline.
Punto culminante della stagione del freestyle sono stati i Campionati mondiali di freestyle 2011, che si sono svolti a Deer Valley (USA) dal 2 al 5 febbraio 2011.

## Uomini

### Risultati
| Data             | Luogo                            | Di. | Primo                 | Secondo               | Terzo                     |
| 12 dicembre 2010 | Ruka, Finlandia                  | MO  | Patrick Deneen        | Mikaël Kingsbury      | Guilbaut Colas            |
| 15 dicembre 2010 | Méribel, Francia                 | DM  | Guilbaut Colas        | Patrick Deneen        | Bryon Wilson              |
| 17 dicembre 2010 | Beida Lake, Cina                 | AE  | Jia Zongyang          | Warren Shouldice      | Wu Chao                   |
| 19 dicembre 2010 | Beida Lake, Cina                 | AE  | Qi Guangpu            | Jia Zongyang          | Renato Ulrich             |
| 21 dicembre 2010 | Beida Lake, Cina                 | MO  | Mikaël Kingsbury      | Guilbaut Colas        | Pierre-Alexandre Rousseau |
| 18 dicembre 2010 | San Candido, Italia              | SX  | Patrick Gasser        | Andreas Matt          | Thomas Zangerl            |
| 19 dicembre 2010 | San Candido, Italia              | SX  | Scott Kneller         | Alex Fiva             | John Teller               |
| 7 gennaio 2011   | St. Johann, Austria              | SX  | John Teller           | Nick Zoricic          | Thomas Zangerl            |
| 12 gennaio 2011  | Alpe d'Huez, Francia             | SX  | Daniel Bohnacker      | Andreas Matt          | Patrick Koller            |
| 15 gennaio 2011  | Mont Gabriel, Canada             | DM  | Alexandre Bilodeau    | Mikaël Kingsbury      | Guilbaut Colas            |
| 16 gennaio 2011  | Mont Gabriel, Canada             | AE  | Anton Kušnir          | Qi Guangpu            | Stanislav Kravčuk         |
| 16 gennaio 2011  | Les Contamines, Francia          | SX  | Christopher Del Bosco | Andreas Matt          | Egor Korotkov             |
| 21 gennaio 2011  | Kreischberg, Austria             | HP  | Xavier Bertoni        | Benoît Valentin       | Nils Lauper               |
| 21 gennaio 2011  | Lake Placid, USA                 | AE  | Qi Guangpu            | Ryan St. Onge         | Anton Kušnir              |
| 22 gennaio 2011  | Lake Placid, USA                 | MO  | Guilbaut Colas        | Alexandre Bilodeau    | Jeremy Cota               |
| 23 gennaio 2011  | Lake Placid, USA                 | MO  | Guilbaut Colas        | Mikaël Kingsbury      | Pierre-Alexandre Rousseau |
| 29 gennaio 2011  | Calgary, Canada                  | MO  | Mikaël Kingsbury      | Alexandre Bilodeau    | Aleksandr Smyšljaev       |
| 29 gennaio 2011  | Calgary, Canada                  | AE  | Warren Shouldice      | Renato Ulrich         | Scotty Bahrke             |
| 29 gennaio 2011  | Grasgehren, Germania             | SX  | Andreas Matt          | Patrick Koller        | Armin Niederer            |
| 11 febbraio 2011 | Blue Mountain, Canada            | SX  | Christopher Del Bosco | Andreas Matt          | Tomáš Kraus               |
| 12 febbraio 2011 | Mosca, Russia                    | AE  | Anton Kušnir          | Stanislav Kravčuk     | Qi Guangpu                |
| 19 febbraio 2011 | Minsk/Raubichi, Bielorussia      | AE  | Anton Kušnir          | Stanislav Kravčuk     | Dzjanis Osipaŭ            |
| 26 febbraio 2011 | Mariánské Lázně, Repubblica Ceca | DM  | Alexandre Bilodeau    | Mikaël Kingsbury      | Jeremy Cota               |
| 3 marzo 2011     | Grindelwald, Svizzera            | SX  | Andreas Matt          | Jouni Pellinen        | Christopher Del Bosco     |
| 5 marzo 2011     | Hasliberg, Svizzera              | SX  | Jouni Pellinen        | Andreas Matt          | Daniel Bohnacker          |
| 11 marzo 2011    | Åre, Svezia                      | MO  | Alexandre Bilodeau    | Guilbaut Colas        | Mikaël Kingsbury          |
| 12 marzo 2011    | Åre, Svezia                      | DM  | Alexandre Bilodeau    | Guilbaut Colas        | Patrick Deneen            |
| 13 marzo 2011    | Branäs, Svezia                   | SX  | Andreas Matt          | Christopher Del Bosco | Conradign Netzer          |
| 19 marzo 2011    | Myrdalen-Voss, Norvegia          | SX  | Christopher Del Bosco | Conradign Netzer      | Tomáš Kraus               |
| 20 marzo 2011    | Myrdalen-Voss, Norvegia          | DM  | Guilbaut Colas        | Mikaël Kingsbury      | Alexandre Bilodeau        |
| 20 marzo 2011    | La Plagne, Francia               | HP  | Torin Yater-Wallace   | Benoît Valentin       | David Wise                |
| 18 marzo 2011    | La Plagne, Francia               | HP  | Kevin Rolland         | David Wise            | Justin Dorey              |

Legenda:
- AE = Salti
- MO = Gobbe
- DM = Gobbe in parallelo
- HP = Halfpipe
- SX = Skicross

### Classifica generale
| Pos. | Nome                  | Nazione     | Punti |
| ---- | --------------------- | ----------- | ----- |
| 1    | Guilbaut Colas        | Francia     | 76    |
| 2    | Andreas Matt          | Austria     | 75    |
| 3    | Alexandre Bilodeau    | Canada      | 67    |
| 4    | Mikaël Kingsbury      | Canada      | 66    |
| 5    | Qi Guangpu            | Cina        | 66    |
| 6    | Anton Kušnir          | Bielorussia | 61    |
| 7    | Christopher Del Bosco | Canada      | 56    |
| 8    | Renato Ulrich         | Svizzera    | 46    |
| 9    | Jouni Pellinen        | Finlandia   | 42    |
| 10   | Jia Zongyang          | Cina        | 41    |

### Salti
| Pos. | Nome             | Nazione     | Punti |
| ---- | ---------------- | ----------- | ----- |
| 1    | Qi Guangpu       | Cina        | 461   |
| 2    | Anton Kušnir     | Bielorussia | 428   |
| 3    | Renato Ulrich    | Svizzera    | 321   |
| 4    | Jia Zongyang     | Cina        | 288   |
| 5    | Warren Shouldice | Canada      | 255   |

### Gobbe
| Pos. | Nome               | Nazione     | Punti |
| ---- | ------------------ | ----------- | ----- |
| 1    | Guilbaut Colas     | Francia     | 841   |
| 2    | Alexandre Bilodeau | Canada      | 739   |
| 3    | Mikaël Kingsbury   | Canada      | 725   |
| 4    | Patrick Deneen     | Stati Uniti | 434   |
| 5    | Jeremy Cota        | Stati Uniti | 407   |

### Ski cross
| Pos. | Nome                  | Nazione     | Punti |
| ---- | --------------------- | ----------- | ----- |
| 1    | Andreas Matt          | Austria     | 824   |
| 2    | Christopher Del Bosco | Canada      | 615   |
| 3    | Jouni Pellinen        | Finlandia   | 462   |
| 4    | John Teller           | Stati Uniti | 356   |
| 5    | Nick Zoricic          | Canada      | 337   |

### Halfpipe
| Pos. | Nome                   | Nazione     | Punti |
| ---- | ---------------------- | ----------- | ----- |
| 1    | Benoît Valentin        | Francia     | 205   |
| 2    | Xavier Bertoni         | Francia     | 172   |
| 3    | David Wise             | Stati Uniti | 140   |
| 4    | Joffrey Pollet-Villard | Francia     | 135   |
| 5    | Kevin Rolland          | Francia     | 132   |

## Donne

### Risultati
| Data             | Località              | Nazione     | Spec. | Primo                   | Secondo                 | Terzo                   |
| ---------------- | --------------------- | ----------- | ----- | ----------------------- | ----------------------- | ----------------------- |
| 11 dicembre 2010 | Ruka                  | Finlandia   | MO    | Hannah Kearney          | Jennifer Heil           | Kristi Richards         |
| 15 dicembre 2010 | Méribel               | Francia     | DM    | Yulïya Galışeva         | Hannah Kearney          | Justine Dufour-Lapointe |
| 17 dicembre 2010 | Beida Lake            | Cina        | AE    | Zhang Xin               | Xu Mengtao              | Cheng Shuang            |
| 19 dicembre 2010 | Beida Lake            | Cina        | AE    | Xu Mengtao              | Cheng Shuang            | Xu Sicun                |
| 21 dicembre 2010 | Beida Lake            | Cina        | MO    | Hannah Kearney          | Jennifer Heil           | Kristi Richards         |
| 18 dicembre 2010 | San Candido           | Italia      | SX    | Anna Holmlund           | Kelsey Serwa            | Nikol Kučerová          |
| 19 dicembre 2010 | San Candido           | Italia      | SX    | Fanny Smith             | Ashleigh McIvor         | Heidi Zacher            |
| 7 gennaio 2011   | Sankt Johann in Tirol | Austria     | SX    | Heidi Zacher            | Hedda Berntsen          | Anna Wörner             |
| 12 gennaio 2011  | Alpe d'Huez           | Francia     | SX    | Kelsey Serwa            | Fanny Smith             | Ashleigh McIvor         |
| 15 gennaio 2011  | Mont Gabriel          | Canada      | DM    | Justine Dufour-Lapointe | Anastasija Gunčenko     | Jennifer Heil           |
| 16 gennaio 2011  | Mont Gabriel          | Canada      | AE    | Xu Mengtao              | Ala Cuper               | Cheng Shuang            |
| 16 gennaio 2011  | Les Contamines        | Francia     | SX    | Ophélie David           | Kelsey Serwa            | Anna Holmlund           |
| 21 gennaio 2011  | Kreischberg           | Austria     | HP    | Rosalind Groenewoud     | Virginie Faivre         | Katrien Aerts           |
| 21 gennaio 2011  | Lake Placid           | Stati Uniti | AE    | Ashley Caldwell         | Ala Cuper               | Xu Mengtao              |
| 22 gennaio 2011  | Lake Placid           | Stati Uniti | MO    | Hannah Kearney          | Jennifer Heil           | Audrey Robichaud        |
| 23 gennaio 2011  | Lake Placid           | Stati Uniti | MO    | Hannah Kearney          | Chloé Dufour-Lapointe   | Kristi Richards         |
| 29 gennaio 2011  | Calgary               | Canada      | MO    | Hannah Kearney          | Audrey Robichaud        | Ekaterina Stoljarova    |
| 29 gennaio 2011  | Calgary               | Canada      | AE    | Cheng Shuang            | Xu Mengtao              | Ol'ha Volkova           |
| 29 gennaio 2011  | Grasgehren            | Germania    | SX    | Anna Holmlund           | Heidi Zacher            | Katrin Müller           |
| 11 febbraio 2011 | Blue Mountain         | Canada      | SX    | Anna Wörner             | Fanny Smith             | Jenny Owens             |
| 12 febbraio 2011 | Mosca                 | Russia      | AE    | Emily Cook              | Ol'ha Volkova           | Zhang Xin               |
| 19 febbraio 2011 | Minsk                 | Bielorussia | AE    | Cheng Shuang            | Ashley Caldwell         | Kong Fanyu              |
| 26 febbraio 2011 | Mariánské Lázně       | Rep. Ceca   | DM    | Hannah Kearney          | Jennifer Heil           | Chloé Dufour-Lapointe   |
| 3 marzo 2011     | Grindelwald           | Svizzera    | SX    | Marte Høie Gjefsen      | Ophélie David           | Heidi Zacher            |
| 6 marzo 2011     | Meiringen-Hasliberg   | Svizzera    | SX    | Anna Holmlund           | Katrin Müller           | Ophélie David           |
| 11 marzo 2011    | Åre                   | Svezia      | MO    | Hannah Kearney          | Jennifer Heil           | Heather McPhie          |
| 12 marzo 2011    | Åre                   | Svezia      | DM    | Hannah Kearney          | Justine Dufour-Lapointe | Jennifer Heil           |
| 13 marzo 2011    | Branäs                | Svezia      | SX    | Anna Holmlund           | Kelsey Serwa            | Marte Høie Gjefsen      |
| 19 marzo 2011    | Myrkdalen-Voss        | Norvegia    | SX    | Anna Holmlund           | Kelsey Serwa            | Katrin Müller           |
| 20 marzo 2011    | Myrkdalen-Voss        | Norvegia    | DM    | Hannah Kearney          | Jennifer Heil           | Justine Dufour-Lapointe |
| 20 marzo 2011    | La Plagne             | Francia     | HP    | Sarah Burke             | Devin Logan             | Anaïs Caradeux          |
| 20 marzo 2011    | La Plagne             | Francia     | HP    | Sarah Burke             | Devin Logan             | Virginie Faivre         |

Legenda: 

AE = Salti 

HP = Halfpipe 

MO = Gobbe 

DM = Gobbe in parallelo 

SX = Ski cross

### Classifica generale
| Pos. | Nome           | Nazione     | Punti |
| ---- | -------------- | ----------- | ----- |
| 1    | Hannah Kearney | Stati Uniti | 92    |
| 2    | Jennifer Heil  | Canada      | 65    |
| 3    | Cheng Shuang   | Cina        | 63    |
| 4    | Anna Holmlund  | Svezia      | 61    |
| 5    | Xu Mengtao     | Cina        | 60    |
| 6    | Heidi Zacher   | Germania    | 56    |
| 7    | Kelsey Serwa   | Canada      | 55    |
| 8    | Ol'ha Volkova  | Ucraina     | 49    |
| 9    | Fanny Smith    | Svizzera    | 46    |
| 10   | Ophélie David  | Francia     | 43    |

### Salti
| Pos. | Nome          | Nazione     | Punti |
| ---- | ------------- | ----------- | ----- |
| 1    | Cheng Shuang  | Cina        | 442   |
| 2    | Xu Mengtao    | Cina        | 420   |
| 3    | Ol'ha Volkova | Ucraina     | 343   |
| 4    | Zhang Xin     | Cina        | 273   |
| 5    | Emily Cook    | Stati Uniti | 260   |

### Gobbe
| Pos. | Nome                    | Nazione     | Punti |
| ---- | ----------------------- | ----------- | ----- |
| 1    | Hannah Kearney          | Stati Uniti | 1009  |
| 2    | Jennifer Heil           | Canada      | 712   |
| 3    | Audrey Robichaud        | Canada      | 466   |
| 4    | Justine Dufour-Lapointe | Canada      | 457   |
| 5    | Heather McPhie          | Stati Uniti | 400   |

### Skicross
| Pos. | Nome          | Nazione  | Punti |
| ---- | ------------- | -------- | ----- |
| 1    | Anna Holmlund | Svezia   | 672   |
| 2    | Heidi Zacher  | Germania | 612   |
| 3    | Kelsey Serwa  | Canada   | 610   |
| 4    | Fanny Smith   | Svizzera | 504   |
| 5    | Ophélie David | Francia  | 474   |

### Halfpipe
| Pos. | Nome                | Nazione     | Punti |
| ---- | ------------------- | ----------- | ----- |
| 1    | Sarah Burke         | Canada      | 200   |
| 2    | Rosalind Groenewoud | Canada      | 200   |
| 3    | Virginie Faivre     | Svizzera    | 185   |
| 4    | Devin Logan         | Stati Uniti | 160   |
| 5    | Katrien Aerts       | Belgio      | 136   |